# Tour de San Juan 2018
La 36e édition du Tour de San Juan a lieu du 21 au 28 janvier 2018. La course fait partie du calendrier UCI America Tour 2018 en catégorie 2.1.
La course est remportée à la surprise générale par le champion d'Argentine en titre Gonzalo Najar, coureur appartenant à une équipe de troisième division, devant le vétéran espagnol Óscar Sevilla. En mai 2018, l'Union cycliste internationale annonce que Najar a été contrôlé positif à l'EPO CERA à l'issue de cette course. Ce dernier est contrôlé positif à l'EPO et est déclassé au profit de Sevilla.

## Présentation

### Équipes
Classé en catégorie 2.1 de l'UCI America Tour, le Tour de San Juan est par conséquent ouvert aux WorldTeams dans la limite de 50 % des équipes participantes, aux équipes continentales professionnelles, aux équipes continentales et aux équipes nationales.
Vingt-sept équipes participent à ce Tour de San Juan - sept WorldTeams, cinq équipes continentales professionnelles, neuf équipes continentales et six équipes nationales :
| Num     | Code | Équipe                         |
| ------- | ---- | ------------------------------ |
| 1-6     | TFS  | Trek-Segafredo                 |
| 11-16   | ARG  | Argentine                      |
| 21-26   | TBM  | Bahrain-Merida                 |
| 31-36   | BOH  | Bora-Hansgrohe                 |
| 41-46   | QST  | Quick-Step Floors              |
| 51-56   | ANS  | Androni-Giocattoli Sidermec    |
| 61-66   | ITA  | Italie                         |
| 71-76   | CJR  | Caja Rural-Seguros RGA         |
| 81-86   | LTS  | Lotto-Soudal                   |
| 91-96   | UAD  | UAE Team Emirates              |
| 101-106 | MOV  | Movistar Team                  |
| 111-116 | ICA  | Israel Cycling Academy         |
| 121-126 | UHC  | UnitedHealthcare               |
| 131-136 | SEP  | Empleados Públicos de San Juan |

| Num     | Code | Équipe                        |
| ------- | ---- | ----------------------------- |
| 141-146 | CHL  | Chili                         |
| 151-156 | WIL  | Wilier Triestina-Selle Italia |
| 161-166 | BRA  | Brésil                        |
| 171-177 | EMP  | Municipalidad de Pocito       |
| 181-186 | URY  | Uruguay                       |
| 191-196 | ACM  | Asociación Civil Mardán       |
| 201-206 | MED  | Medellín                      |
| 211-216 | CAS  | Canel's-Specialized           |
| 221-227 | MDR  | Municipalidad de Rawson       |
| 231-237 | AVF  | Agrupación Virgen de Fátima   |
| 241-246 | TRE  | Trevigiani Phonix-Hemus 1896  |
| 251-256 | CZS  | Coldeportes Zenú              |
| 261-266 | CUB  | Cuba                          |

## Étapes
| Étape     | Date     | Villes étapes                         | type                        | Distance (km) | Vainqueur d'étape   | Leader du classement général |
| --------- | -------- | ------------------------------------- | --------------------------- | ------------- | ------------------- | ---------------------------- |
| 1re étape | 21 janv. | San Juan – Pocito                     | étape de plaine             | 148,9         | Fernando Gaviria    | Fernando Gaviria             |
| 2e étape  | 22 janv. | Lac Punta Negra – Lac Punta Negra     | étape de plaine             | 149,9         | Román Villalobos    | Román Villalobos             |
| 3e étape  | 23 janv. | San Juan – San Juan                   | contre-la-montre individuel | 14,4          | Ryan Mullen         | Filippo Ganna                |
| 4e étape  | 24 janv. | San José de Jáchal – villa San Martín | étape de plaine             | 191           | Maximiliano Richeze | Filippo Ganna                |
|           | 25 janv. | Journée de repos                      | Journée de repos            |               |                     |                              |
| 5e étape  | 26 janv. | villa San Martín – Alto Colorado      | étape de montagne           | 169,5         | Gonzalo Najar       | Gonzalo Najar                |
| 6e étape  | 27 janv. | San Juan – San Juan                   | étape vallonnée             | 152,6         | Jelle Wallays       | Gonzalo Najar                |
| 7e étape  | 28 janv. | San Juan – San Juan                   | étape de plaine             | 141,3         | Giacomo Nizzolo     | Gonzalo Najar                |

## Déroulement de la course

### 1reétape
| \| Classement de l'étape \| Classement de l'étape \| Classement de l'étape \| Classement de l'étape \| Classement de l'étape \| \| Coureur \| Coureur \| Pays \| Équipe \| Temps \| \| --------------------- \| --------------------- \| --------------------- \| -------------------------------------------- \| --------------------- \| \| 1er \| Fernando Gaviria \| Colombie \| Quick-Step Floors \| 3 h 15 min 23 s \| \| 2e \| Niccolò Bonifazio \| Italie \| Bahrain-Merida \| + 0 s \| \| 3e \| Matteo Pelucchi \| Italie \| Bora-Hansgrohe \| + 0 s \| \| 4e \| Giacomo Nizzolo \| Italie \| Trek-Segafredo \| + 0 s \| \| 5e \| Manuel Belletti \| Italie \| Androni Giocattoli-Sidermec \| + 0 s \| \| 6e \| Mauro Abel Richeze \| Argentine \| Asociación Civil Agrupación Virgen de Fátima \| + 0 s \| \| 7e \| Héctor Lucero \| Argentine \| Municipalidad de Pocito \| + 0 s \| \| 8e \| Aleksandr Riabushenko \| Biélorussie \| UAE Team Emirates \| + 0 s \| \| 9e \| Maximiliano Richeze \| Argentine \| Quick-Step Floors \| + 0 s \| \| 10e \| Manuel Peñalver \| Espagne \| Trevigiani-Phonix-Hemus 1896 \| + 0 s \| |                       |             |                                              |                 |
| |                       |             |                                              |                 |
| Source : ProCyclingStats |                       |             |                                              |                 |
| Classement de l'étape |                       |             |                                              |                 |
| Coureur | Coureur               | Pays        | Équipe                                       | Temps           |
| 1er | Fernando Gaviria      | Colombie    | Quick-Step Floors                            | 3 h 15 min 23 s |
| 2e | Niccolò Bonifazio     | Italie      | Bahrain-Merida                               | + 0 s           |
| 3e | Matteo Pelucchi       | Italie      | Bora-Hansgrohe                               | + 0 s           |
| 4e | Giacomo Nizzolo       | Italie      | Trek-Segafredo                               | + 0 s           |
| 5e | Manuel Belletti       | Italie      | Androni Giocattoli-Sidermec                  | + 0 s           |
| 6e | Mauro Abel Richeze    | Argentine   | Asociación Civil Agrupación Virgen de Fátima | + 0 s           |
| 7e | Héctor Lucero         | Argentine   | Municipalidad de Pocito                      | + 0 s           |
| 8e | Aleksandr Riabushenko | Biélorussie | UAE Team Emirates                            | + 0 s           |
| 9e | Maximiliano Richeze   | Argentine   | Quick-Step Floors                            | + 0 s           |
| 10e | Manuel Peñalver       | Espagne     | Trevigiani-Phonix-Hemus 1896                 | + 0 s           |

| \| Classement général \| Classement général \| Classement général \| Classement général \| Classement général \| \| Coureur \| Coureur \| Pays \| Équipe \| Temps \| \| ------------------ \| --------------------- \| ------------------ \| -------------------------------------------- \| ------------------ \| \| 1er \| Fernando Gaviria \| Colombie \| Quick-Step Floors \| 3 h 15 min 13 s \| \| 2e \| Niccolò Bonifazio \| Italie \| Bahrain-Merida \| + 4 s \| \| 3e \| Matteo Pelucchi \| Italie \| Bora-Hansgrohe \| + 6 s \| \| 4e \| Daniel Juárez \| Argentine \| Asociación Civil Mardan \| + 7 s \| \| 5e \| Giacomo Nizzolo \| Italie \| Trek-Segafredo \| + 10 s \| \| 6e \| Manuel Belletti \| Italie \| Androni Giocattoli-Sidermec \| + 10 s \| \| 7e \| Mauro Abel Richeze \| Argentine \| Asociación Civil Agrupación Virgen de Fátima \| + 10 s \| \| 8e \| Héctor Lucero \| Argentine \| Municipalidad de Pocito \| + 10 s \| \| 9e \| Aleksandr Riabushenko \| Biélorussie \| UAE Team Emirates \| + 10 s \| \| 10e \| Maximiliano Richeze \| Argentine \| Quick-Step Floors \| + 10 s \| |                       |             |                                              |                 |
| |                       |             |                                              |                 |
| Source : ProCyclingStats |                       |             |                                              |                 |
| Classement général |                       |             |                                              |                 |
| Coureur | Coureur               | Pays        | Équipe                                       | Temps           |
| 1er | Fernando Gaviria      | Colombie    | Quick-Step Floors                            | 3 h 15 min 13 s |
| 2e | Niccolò Bonifazio     | Italie      | Bahrain-Merida                               | + 4 s           |
| 3e | Matteo Pelucchi       | Italie      | Bora-Hansgrohe                               | + 6 s           |
| 4e | Daniel Juárez         | Argentine   | Asociación Civil Mardan                      | + 7 s           |
| 5e | Giacomo Nizzolo       | Italie      | Trek-Segafredo                               | + 10 s          |
| 6e | Manuel Belletti       | Italie      | Androni Giocattoli-Sidermec                  | + 10 s          |
| 7e | Mauro Abel Richeze    | Argentine   | Asociación Civil Agrupación Virgen de Fátima | + 10 s          |
| 8e | Héctor Lucero         | Argentine   | Municipalidad de Pocito                      | + 10 s          |
| 9e | Aleksandr Riabushenko | Biélorussie | UAE Team Emirates                            | + 10 s          |
| 10e | Maximiliano Richeze   | Argentine   | Quick-Step Floors                            | + 10 s          |

### 2eétape
| \| Classement de l'étape \| Classement de l'étape \| Classement de l'étape \| Classement de l'étape \| Classement de l'étape \| \| Coureur \| Coureur \| Pays \| Équipe \| Temps \| \| --------------------- \| --------------------- \| --------------------- \| -------------------------------------------- \| --------------------- \| \| 1er \| Román Villalobos \| Costa Rica \| Canel's-Specialized \| 3 h 25 min 06 s \| \| 2e \| Ricardo Escuela \| Argentine \| Asociación Civil Agrupación Virgen de Fátima \| + 0 s \| \| 3e \| Tiesj Benoot \| Belgique \| Lotto-Soudal \| + 0 s \| \| 4e \| Filippo Ganna \| Italie \| UAE Team Emirates \| + 0 s \| \| 5e \| Óscar Sevilla \| Espagne \| Medellín \| + 0 s \| \| 6e \| Rafał Majka \| Pologne \| Bora-Hansgrohe \| + 0 s \| \| 7e \| Gonzalo Najar \| Argentine \| Sindicato de Empleados Públicos de San Juan \| + 0 s \| \| 8e \| Alexander Cataford \| Canada \| UnitedHealthcare \| + 0 s \| \| 9e \| Guillaume Boivin \| Canada \| Israel Cycling Academy \| + 0 s \| \| 10e \| Lluís Mas \| Espagne \| Caja Rural-Seguros RGA \| + 0 s \| |                    |            |                                              |                 |
| |                    |            |                                              |                 |
| Source : ProCyclingStats |                    |            |                                              |                 |
| Classement de l'étape |                    |            |                                              |                 |
| Coureur | Coureur            | Pays       | Équipe                                       | Temps           |
| 1er | Román Villalobos   | Costa Rica | Canel's-Specialized                          | 3 h 25 min 06 s |
| 2e | Ricardo Escuela    | Argentine  | Asociación Civil Agrupación Virgen de Fátima | + 0 s           |
| 3e | Tiesj Benoot       | Belgique   | Lotto-Soudal                                 | + 0 s           |
| 4e | Filippo Ganna      | Italie     | UAE Team Emirates                            | + 0 s           |
| 5e | Óscar Sevilla      | Espagne    | Medellín                                     | + 0 s           |
| 6e | Rafał Majka        | Pologne    | Bora-Hansgrohe                               | + 0 s           |
| 7e | Gonzalo Najar      | Argentine  | Sindicato de Empleados Públicos de San Juan  | + 0 s           |
| 8e | Alexander Cataford | Canada     | UnitedHealthcare                             | + 0 s           |
| 9e | Guillaume Boivin   | Canada     | Israel Cycling Academy                       | + 0 s           |
| 10e | Lluís Mas          | Espagne    | Caja Rural-Seguros RGA                       | + 0 s           |

| \| Classement général \| Classement général \| Classement général \| Classement général \| Classement général \| \| Coureur \| Coureur \| Pays \| Équipe \| Temps \| \| ------------------ \| -------------------- \| ------------------ \| -------------------------------------------- \| ------------------ \| \| 1er \| Román Villalobos \| Costa Rica \| Canel's-Specialized \| 6 h 40 min 19 s \| \| 2e \| Ricardo Escuela \| Argentine \| Asociación Civil Agrupación Virgen de Fátima \| + 4 s \| \| 3e \| Tiesj Benoot \| Belgique \| Lotto-Soudal \| + 6 s \| \| 4e \| Fernando Gaviria \| Colombie \| Quick-Step Floors \| + 8 s \| \| 5e \| Manuel Belletti \| Italie \| Androni Giocattoli-Sidermec \| + 10 s \| \| 6e \| Filippo Ganna \| Italie \| UAE Team Emirates \| + 10 s \| \| 7e \| Miguel Ángel Rubiano \| Colombie \| Coldeportes-Zenú \| + 10 s \| \| 8e \| Lluís Mas \| Espagne \| Caja Rural-Seguros RGA \| + 10 s \| \| 9e \| Óscar Sevilla \| Espagne \| Medellín \| + 10 s \| \| 10e \| Jens Keukeleire \| Belgique \| Lotto-Soudal \| + 10 s \| |                      |            |                                              |                 |
| |                      |            |                                              |                 |
| Source : ProCyclingStats |                      |            |                                              |                 |
| Classement général |                      |            |                                              |                 |
| Coureur | Coureur              | Pays       | Équipe                                       | Temps           |
| 1er | Román Villalobos     | Costa Rica | Canel's-Specialized                          | 6 h 40 min 19 s |
| 2e | Ricardo Escuela      | Argentine  | Asociación Civil Agrupación Virgen de Fátima | + 4 s           |
| 3e | Tiesj Benoot         | Belgique   | Lotto-Soudal                                 | + 6 s           |
| 4e | Fernando Gaviria     | Colombie   | Quick-Step Floors                            | + 8 s           |
| 5e | Manuel Belletti      | Italie     | Androni Giocattoli-Sidermec                  | + 10 s          |
| 6e | Filippo Ganna        | Italie     | UAE Team Emirates                            | + 10 s          |
| 7e | Miguel Ángel Rubiano | Colombie   | Coldeportes-Zenú                             | + 10 s          |
| 8e | Lluís Mas            | Espagne    | Caja Rural-Seguros RGA                       | + 10 s          |
| 9e | Óscar Sevilla        | Espagne    | Medellín                                     | + 10 s          |
| 10e | Jens Keukeleire      | Belgique   | Lotto-Soudal                                 | + 10 s          |

### 3eétape
| \| Classement de l'étape \| Classement de l'étape \| Classement de l'étape \| Classement de l'étape \| Classement de l'étape \| \| Coureur \| Coureur \| Pays \| Équipe \| Temps \| \| --------------------- \| --------------------- \| --------------------- \| --------------------- \| --------------------- \| \| 1er \| Ryan Mullen \| Irlande \| Trek-Segafredo \| 17 min 43 s \| \| 2e \| Filippo Ganna \| Italie \| UAE Team Emirates \| + 25 s \| \| 3e \| Rafał Majka \| Pologne \| Bora-Hansgrohe \| + 30 s \| \| 4e \| Gregory Daniel \| États-Unis \| Trek-Segafredo \| + 30 s \| \| 5e \| Óscar Sevilla \| Espagne \| Medellín \| + 36 s \| \| 6e \| Winner Anacona \| Colombie \| Movistar Team \| + 38 s \| \| 7e \| Omar Mendoza \| Colombie \| Medellín \| + 44 s \| \| 8e \| Rémi Cavagna \| France \| Quick-Step Floors \| + 44 s \| \| 9e \| Eduardo Sepúlveda \| Argentine \| Movistar Team \| + 50 s \| \| 10e \| Jhonatan Narváez \| Équateur \| Quick-Step Floors \| + 52 s \| |                   |            |                   |             |
| |                   |            |                   |             |
| Source : ProCyclingStats |                   |            |                   |             |
| Classement de l'étape |                   |            |                   |             |
| Coureur | Coureur           | Pays       | Équipe            | Temps       |
| 1er | Ryan Mullen       | Irlande    | Trek-Segafredo    | 17 min 43 s |
| 2e | Filippo Ganna     | Italie     | UAE Team Emirates | + 25 s      |
| 3e | Rafał Majka       | Pologne    | Bora-Hansgrohe    | + 30 s      |
| 4e | Gregory Daniel    | États-Unis | Trek-Segafredo    | + 30 s      |
| 5e | Óscar Sevilla     | Espagne    | Medellín          | + 36 s      |
| 6e | Winner Anacona    | Colombie   | Movistar Team     | + 38 s      |
| 7e | Omar Mendoza      | Colombie   | Medellín          | + 44 s      |
| 8e | Rémi Cavagna      | France     | Quick-Step Floors | + 44 s      |
| 9e | Eduardo Sepúlveda | Argentine  | Movistar Team     | + 50 s      |
| 10e | Jhonatan Narváez  | Équateur   | Quick-Step Floors | + 52 s      |

| \| Classement général \| Classement général \| Classement général \| Classement général \| Classement général \| \| Coureur \| Coureur \| Pays \| Équipe \| Temps \| \| ------------------ \| ------------------- \| ------------------ \| -------------------------------------------- \| ------------------ \| \| 1er \| Filippo Ganna \| Italie \| UAE Team Emirates \| 6 h 58 min 37 s \| \| 2e \| Rafał Majka \| Pologne \| Bora-Hansgrohe \| + 5 s \| \| 3e \| Óscar Sevilla \| Espagne \| Medellín \| + 11 s \| \| 4e \| Omar Mendoza \| Colombie \| Medellín \| + 19 s \| \| 5e \| Eduardo Sepúlveda \| Argentine \| Movistar Team \| + 25 s \| \| 6e \| Ricardo Escuela \| Argentine \| Asociación Civil Agrupación Virgen de Fátima \| + 27 s \| \| 7e \| Winner Anacona \| Colombie \| Movistar Team \| + 35 s \| \| 8e \| Jhonatan Narváez \| Équateur \| Quick-Step Floors \| + 43 s \| \| 9e \| Kanstantsin Siutsou \| Biélorussie \| Bahrain-Merida \| + 43 s \| \| 10e \| Mattia Cattaneo \| Italie \| Androni Giocattoli-Sidermec \| + 45 s \| |                     |             |                                              |                 |
| |                     |             |                                              |                 |
| Source : ProCyclingStats |                     |             |                                              |                 |
| Classement général |                     |             |                                              |                 |
| Coureur | Coureur             | Pays        | Équipe                                       | Temps           |
| 1er | Filippo Ganna       | Italie      | UAE Team Emirates                            | 6 h 58 min 37 s |
| 2e | Rafał Majka         | Pologne     | Bora-Hansgrohe                               | + 5 s           |
| 3e | Óscar Sevilla       | Espagne     | Medellín                                     | + 11 s          |
| 4e | Omar Mendoza        | Colombie    | Medellín                                     | + 19 s          |
| 5e | Eduardo Sepúlveda   | Argentine   | Movistar Team                                | + 25 s          |
| 6e | Ricardo Escuela     | Argentine   | Asociación Civil Agrupación Virgen de Fátima | + 27 s          |
| 7e | Winner Anacona      | Colombie    | Movistar Team                                | + 35 s          |
| 8e | Jhonatan Narváez    | Équateur    | Quick-Step Floors                            | + 43 s          |
| 9e | Kanstantsin Siutsou | Biélorussie | Bahrain-Merida                               | + 43 s          |
| 10e | Mattia Cattaneo     | Italie      | Androni Giocattoli-Sidermec                  | + 45 s          |

### 4eétape
| \| Classement de l'étape \| Classement de l'étape \| Classement de l'étape \| Classement de l'étape \| Classement de l'étape \| \| Coureur \| Coureur \| Pays \| Équipe \| Temps \| \| --------------------- \| --------------------- \| --------------------- \| -------------------------------------------- \| --------------------- \| \| 1er \| Maximiliano Richeze \| Argentine \| Quick-Step Floors \| 4 h 31 min 48 s \| \| 2e \| Giacomo Nizzolo \| Italie \| Trek-Segafredo \| + 0 s \| \| 3e \| Matteo Pelucchi \| Italie \| Bora-Hansgrohe \| + 0 s \| \| 4e \| Mihkel Räim \| Estonie \| Israel Cycling Academy \| + 0 s \| \| 5e \| Niccolò Bonifazio \| Italie \| Bahrain-Merida \| + 0 s \| \| 6e \| Edwin Ávila \| Colombie \| Israel Cycling Academy \| + 0 s \| \| 7e \| Jens Keukeleire \| Belgique \| Lotto-Soudal \| + 0 s \| \| 8e \| Mauro Abel Richeze \| Argentine \| Asociación Civil Agrupación Virgen de Fátima \| + 0 s \| \| 9e \| Álvaro Hodeg \| Colombie \| Quick-Step Floors \| + 0 s \| \| 10e \| Travis McCabe \| États-Unis \| UnitedHealthcare \| + 0 s \| |                     |            |                                              |                 |
| |                     |            |                                              |                 |
| Source : ProCyclingStats |                     |            |                                              |                 |
| Classement de l'étape |                     |            |                                              |                 |
| Coureur | Coureur             | Pays       | Équipe                                       | Temps           |
| 1er | Maximiliano Richeze | Argentine  | Quick-Step Floors                            | 4 h 31 min 48 s |
| 2e | Giacomo Nizzolo     | Italie     | Trek-Segafredo                               | + 0 s           |
| 3e | Matteo Pelucchi     | Italie     | Bora-Hansgrohe                               | + 0 s           |
| 4e | Mihkel Räim         | Estonie    | Israel Cycling Academy                       | + 0 s           |
| 5e | Niccolò Bonifazio   | Italie     | Bahrain-Merida                               | + 0 s           |
| 6e | Edwin Ávila         | Colombie   | Israel Cycling Academy                       | + 0 s           |
| 7e | Jens Keukeleire     | Belgique   | Lotto-Soudal                                 | + 0 s           |
| 8e | Mauro Abel Richeze  | Argentine  | Asociación Civil Agrupación Virgen de Fátima | + 0 s           |
| 9e | Álvaro Hodeg        | Colombie   | Quick-Step Floors                            | + 0 s           |
| 10e | Travis McCabe       | États-Unis | UnitedHealthcare                             | + 0 s           |

| \| Classement général \| Classement général \| Classement général \| Classement général \| Classement général \| \| Coureur \| Coureur \| Pays \| Équipe \| Temps \| \| ------------------ \| ------------------- \| ------------------ \| --------------------------- \| ------------------ \| \| 1er \| Filippo Ganna \| Italie \| UAE Team Emirates \| 11 h 30 min 25 s \| \| 2e \| Rafał Majka \| Pologne \| Bora-Hansgrohe \| + 5 s \| \| 3e \| Óscar Sevilla \| Espagne \| Medellín \| + 11 s \| \| 4e \| Omar Mendoza \| Colombie \| Medellín \| + 19 s \| \| 5e \| Jhonatan Narváez \| Équateur \| Quick-Step Floors \| + 43 s \| \| 6e \| Kanstantsin Siutsou \| Biélorussie \| Bahrain-Merida \| + 43 s \| \| 7e \| Mattia Cattaneo \| Italie \| Androni Giocattoli-Sidermec \| + 45 s \| \| 8e \| Tiesj Benoot \| Belgique \| Lotto-Soudal \| + 50 s \| \| 9e \| Rémi Cavagna \| France \| Quick-Step Floors \| + 50 s \| \| 10e \| Rodolfo Torres \| Colombie \| Androni Giocattoli-Sidermec \| + 52 s \| |                     |             |                             |                  |
| |                     |             |                             |                  |
| Source : ProCyclingStats |                     |             |                             |                  |
| Classement général |                     |             |                             |                  |
| Coureur | Coureur             | Pays        | Équipe                      | Temps            |
| 1er | Filippo Ganna       | Italie      | UAE Team Emirates           | 11 h 30 min 25 s |
| 2e | Rafał Majka         | Pologne     | Bora-Hansgrohe              | + 5 s            |
| 3e | Óscar Sevilla       | Espagne     | Medellín                    | + 11 s           |
| 4e | Omar Mendoza        | Colombie    | Medellín                    | + 19 s           |
| 5e | Jhonatan Narváez    | Équateur    | Quick-Step Floors           | + 43 s           |
| 6e | Kanstantsin Siutsou | Biélorussie | Bahrain-Merida              | + 43 s           |
| 7e | Mattia Cattaneo     | Italie      | Androni Giocattoli-Sidermec | + 45 s           |
| 8e | Tiesj Benoot        | Belgique    | Lotto-Soudal                | + 50 s           |
| 9e | Rémi Cavagna        | France      | Quick-Step Floors           | + 50 s           |
| 10e | Rodolfo Torres      | Colombie    | Androni Giocattoli-Sidermec | + 52 s           |

### 5eétape
| \| Classement de l'étape \| Classement de l'étape \| Classement de l'étape \| Classement de l'étape \| Classement de l'étape \| \| Coureur \| Coureur \| Pays \| Équipe \| Temps \| \| --------------------- \| --------------------- \| --------------------- \| ------------------------------------------- \| --------------------- \| \| 1er \| Gonzalo Najar \| Argentine \| Sindicato de Empleados Públicos de San Juan \| 4 h 16 min 26 s \| \| 2e \| Óscar Sevilla \| Espagne \| Medellín \| + 1 min 58 s \| \| 3e \| Rodolfo Torres \| Colombie \| Androni Giocattoli-Sidermec \| + 2 min 05 s \| \| 4e \| Román Villalobos \| Costa Rica \| Canel's-Specialized \| + 2 min 15 s \| \| 5e \| Tiesj Benoot \| Belgique \| Lotto-Soudal \| + 2 min 23 s \| \| 6e \| Eduardo Sepúlveda \| Argentine \| Movistar Team \| + 2 min 23 s \| \| 7e \| Filippo Ganna \| Italie \| UAE Team Emirates \| + 2 min 23 s \| \| 8e \| Cristian Muñoz \| Colombie \| Coldeportes-Zenú \| + 2 min 52 s \| \| 9e \| Dayer Quintana \| Colombie \| Movistar Team \| + 2 min 57 s \| \| 10e \| Darwin Atapuma \| Colombie \| UAE Team Emirates \| + 2 min 57 s \| |                   |            |                                             |                 |
| |                   |            |                                             |                 |
| Source : ProCyclingStats |                   |            |                                             |                 |
| Classement de l'étape |                   |            |                                             |                 |
| Coureur | Coureur           | Pays       | Équipe                                      | Temps           |
| 1er | Gonzalo Najar     | Argentine  | Sindicato de Empleados Públicos de San Juan | 4 h 16 min 26 s |
| 2e | Óscar Sevilla     | Espagne    | Medellín                                    | + 1 min 58 s    |
| 3e | Rodolfo Torres    | Colombie   | Androni Giocattoli-Sidermec                 | + 2 min 05 s    |
| 4e | Román Villalobos  | Costa Rica | Canel's-Specialized                         | + 2 min 15 s    |
| 5e | Tiesj Benoot      | Belgique   | Lotto-Soudal                                | + 2 min 23 s    |
| 6e | Eduardo Sepúlveda | Argentine  | Movistar Team                               | + 2 min 23 s    |
| 7e | Filippo Ganna     | Italie     | UAE Team Emirates                           | + 2 min 23 s    |
| 8e | Cristian Muñoz    | Colombie   | Coldeportes-Zenú                            | + 2 min 52 s    |
| 9e | Dayer Quintana    | Colombie   | Movistar Team                               | + 2 min 57 s    |
| 10e | Darwin Atapuma    | Colombie   | UAE Team Emirates                           | + 2 min 57 s    |

| \| Classement général \| Classement général \| Classement général \| Classement général \| Classement général \| \| Coureur \| Coureur \| Pays \| Équipe \| Temps \| \| ------------------ \| ------------------- \| ------------------ \| ------------------------------------------- \| ------------------ \| \| 1er \| Gonzalo Najar \| Argentine \| Sindicato de Empleados Públicos de San Juan \| 15 h 47 min 52 s \| \| 2e \| Óscar Sevilla \| Espagne \| Medellín \| + 1 min 02 s \| \| 3e \| Filippo Ganna \| Italie \| UAE Team Emirates \| + 1 min 22 s \| \| 4e \| Rodolfo Torres \| Colombie \| Androni Giocattoli-Sidermec \| + 1 min 52 s \| \| 5e \| Rafał Majka \| Pologne \| Bora-Hansgrohe \| + 2 min 11 s \| \| 6e \| Tiesj Benoot \| Belgique \| Lotto-Soudal \| + 2 min 12 s \| \| 7e \| Omar Mendoza \| Colombie \| Medellín \| + 2 min 22 s \| \| 8e \| Dayer Quintana \| Colombie \| Movistar Team \| + 3 min 09 s \| \| 9e \| Kanstantsin Siutsou \| Biélorussie \| Bahrain-Merida \| + 3 min 30 s \| \| 10e \| Rémi Cavagna \| France \| Quick-Step Floors \| + 3 min 37 s \| |                     |             |                                             |                  |
| |                     |             |                                             |                  |
| Source : ProCyclingStats |                     |             |                                             |                  |
| Classement général |                     |             |                                             |                  |
| Coureur | Coureur             | Pays        | Équipe                                      | Temps            |
| 1er | Gonzalo Najar       | Argentine   | Sindicato de Empleados Públicos de San Juan | 15 h 47 min 52 s |
| 2e | Óscar Sevilla       | Espagne     | Medellín                                    | + 1 min 02 s     |
| 3e | Filippo Ganna       | Italie      | UAE Team Emirates                           | + 1 min 22 s     |
| 4e | Rodolfo Torres      | Colombie    | Androni Giocattoli-Sidermec                 | + 1 min 52 s     |
| 5e | Rafał Majka         | Pologne     | Bora-Hansgrohe                              | + 2 min 11 s     |
| 6e | Tiesj Benoot        | Belgique    | Lotto-Soudal                                | + 2 min 12 s     |
| 7e | Omar Mendoza        | Colombie    | Medellín                                    | + 2 min 22 s     |
| 8e | Dayer Quintana      | Colombie    | Movistar Team                               | + 3 min 09 s     |
| 9e | Kanstantsin Siutsou | Biélorussie | Bahrain-Merida                              | + 3 min 30 s     |
| 10e | Rémi Cavagna        | France      | Quick-Step Floors                           | + 3 min 37 s     |

### 6eétape
| \| Classement de l'étape \| Classement de l'étape \| Classement de l'étape \| Classement de l'étape \| Classement de l'étape \| \| Coureur \| Coureur \| Pays \| Équipe \| Temps \| \| --------------------- \| --------------------- \| --------------------- \| --------------------------- \| --------------------- \| \| 1er \| Jelle Wallays \| Belgique \| Lotto-Soudal \| 3 h 15 min 28 s \| \| 2e \| Róbigzon Oyola \| Colombie \| Medellín \| + 2 s \| \| 3e \| Travis McCabe \| États-Unis \| UnitedHealthcare \| + 2 s \| \| 4e \| Iljo Keisse \| Belgique \| Quick-Step Floors \| + 2 s \| \| 5e \| Eduardo Sepúlveda \| Argentine \| Movistar Team \| + 2 s \| \| 6e \| Miguel Ángel Rubiano \| Colombie \| Coldeportes-Zenú \| + 2 s \| \| 7e \| Gerardo Tivani \| Argentine \| Municipalidad de Pocito \| + 2 s \| \| 8e \| Eugenio Alafaci \| Italie \| Trek-Segafredo \| + 2 s \| \| 9e \| Fausto Masnada \| Italie \| Androni Giocattoli-Sidermec \| + 2 s \| \| 10e \| Mattia Bais \| Italie \| Italie \| + 8 s \| |                      |            |                             |                 |
| |                      |            |                             |                 |
| Source : ProCyclingStats |                      |            |                             |                 |
| Classement de l'étape |                      |            |                             |                 |
| Coureur | Coureur              | Pays       | Équipe                      | Temps           |
| 1er | Jelle Wallays        | Belgique   | Lotto-Soudal                | 3 h 15 min 28 s |
| 2e | Róbigzon Oyola       | Colombie   | Medellín                    | + 2 s           |
| 3e | Travis McCabe        | États-Unis | UnitedHealthcare            | + 2 s           |
| 4e | Iljo Keisse          | Belgique   | Quick-Step Floors           | + 2 s           |
| 5e | Eduardo Sepúlveda    | Argentine  | Movistar Team               | + 2 s           |
| 6e | Miguel Ángel Rubiano | Colombie   | Coldeportes-Zenú            | + 2 s           |
| 7e | Gerardo Tivani       | Argentine  | Municipalidad de Pocito     | + 2 s           |
| 8e | Eugenio Alafaci      | Italie     | Trek-Segafredo              | + 2 s           |
| 9e | Fausto Masnada       | Italie     | Androni Giocattoli-Sidermec | + 2 s           |
| 10e | Mattia Bais          | Italie     | Italie                      | + 8 s           |

| \| Classement général \| Classement général \| Classement général \| Classement général \| Classement général \| \| Coureur \| Coureur \| Pays \| Équipe \| Temps \| \| ------------------ \| ------------------- \| ------------------ \| ------------------------------------------- \| ------------------ \| \| 1er \| Gonzalo Najar \| Argentine \| Sindicato de Empleados Públicos de San Juan \| 19 h 03 min 43 s \| \| 2e \| Óscar Sevilla \| Espagne \| Medellín \| + 51 s \| \| 3e \| Filippo Ganna \| Italie \| UAE Team Emirates \| + 1 min 11 s \| \| 4e \| Rodolfo Torres \| Colombie \| Androni Giocattoli-Sidermec \| + 1 min 41 s \| \| 5e \| Rafał Majka \| Pologne \| Bora-Hansgrohe \| + 2 min 00 s \| \| 6e \| Tiesj Benoot \| Belgique \| Lotto-Soudal \| + 2 min 01 s \| \| 7e \| Omar Mendoza \| Colombie \| Medellín \| + 2 min 11 s \| \| 8e \| Dayer Quintana \| Colombie \| Movistar Team \| + 2 min 58 s \| \| 9e \| Kanstantsin Siutsou \| Biélorussie \| Bahrain-Merida \| + 3 min 19 s \| \| 10e \| Rémi Cavagna \| France \| Quick-Step Floors \| + 3 min 26 s \| |                     |             |                                             |                  |
| |                     |             |                                             |                  |
| Source : ProCyclingStats |                     |             |                                             |                  |
| Classement général |                     |             |                                             |                  |
| Coureur | Coureur             | Pays        | Équipe                                      | Temps            |
| 1er | Gonzalo Najar       | Argentine   | Sindicato de Empleados Públicos de San Juan | 19 h 03 min 43 s |
| 2e | Óscar Sevilla       | Espagne     | Medellín                                    | + 51 s           |
| 3e | Filippo Ganna       | Italie      | UAE Team Emirates                           | + 1 min 11 s     |
| 4e | Rodolfo Torres      | Colombie    | Androni Giocattoli-Sidermec                 | + 1 min 41 s     |
| 5e | Rafał Majka         | Pologne     | Bora-Hansgrohe                              | + 2 min 00 s     |
| 6e | Tiesj Benoot        | Belgique    | Lotto-Soudal                                | + 2 min 01 s     |
| 7e | Omar Mendoza        | Colombie    | Medellín                                    | + 2 min 11 s     |
| 8e | Dayer Quintana      | Colombie    | Movistar Team                               | + 2 min 58 s     |
| 9e | Kanstantsin Siutsou | Biélorussie | Bahrain-Merida                              | + 3 min 19 s     |
| 10e | Rémi Cavagna        | France      | Quick-Step Floors                           | + 3 min 26 s     |

### 7eétape
| \| Classement de l'étape \| Classement de l'étape \| Classement de l'étape \| Classement de l'étape \| Classement de l'étape \| \| Coureur \| Coureur \| Pays \| Équipe \| Temps \| \| --------------------- \| --------------------- \| --------------------- \| ---------------------------- \| --------------------- \| \| 1er \| Giacomo Nizzolo \| Italie \| Trek-Segafredo \| 2 h 55 min 23 s \| \| 2e \| Maximiliano Richeze \| Argentine \| Quick-Step Floors \| + 0 s \| \| 3e \| Álvaro Hodeg \| Colombie \| Quick-Step Floors \| + 0 s \| \| 4e \| Pascal Ackermann \| Allemagne \| Bora-Hansgrohe \| + 0 s \| \| 5e \| Niccolò Bonifazio \| Italie \| Bahrain-Merida \| + 0 s \| \| 6e \| Manuel Peñalver \| Espagne \| Trevigiani-Phonix-Hemus 1896 \| + 0 s \| \| 7e \| Federico Burchio \| Italie \| Italie \| + 0 s \| \| 8e \| Jens Keukeleire \| Belgique \| Lotto-Soudal \| + 0 s \| \| 9e \| Guillaume Boivin \| Canada \| Israel Cycling Academy \| + 0 s \| \| 10e \| Carlos Alzate \| Colombie \| UnitedHealthcare \| + 0 s \| |                     |           |                              |                 |
| |                     |           |                              |                 |
| Source : ProCyclingStats |                     |           |                              |                 |
| Classement de l'étape |                     |           |                              |                 |
| Coureur | Coureur             | Pays      | Équipe                       | Temps           |
| 1er | Giacomo Nizzolo     | Italie    | Trek-Segafredo               | 2 h 55 min 23 s |
| 2e | Maximiliano Richeze | Argentine | Quick-Step Floors            | + 0 s           |
| 3e | Álvaro Hodeg        | Colombie  | Quick-Step Floors            | + 0 s           |
| 4e | Pascal Ackermann    | Allemagne | Bora-Hansgrohe               | + 0 s           |
| 5e | Niccolò Bonifazio   | Italie    | Bahrain-Merida               | + 0 s           |
| 6e | Manuel Peñalver     | Espagne   | Trevigiani-Phonix-Hemus 1896 | + 0 s           |
| 7e | Federico Burchio    | Italie    | Italie                       | + 0 s           |
| 8e | Jens Keukeleire     | Belgique  | Lotto-Soudal                 | + 0 s           |
| 9e | Guillaume Boivin    | Canada    | Israel Cycling Academy       | + 0 s           |
| 10e | Carlos Alzate       | Colombie  | UnitedHealthcare             | + 0 s           |

## Classements finals

### Classement général final
| \| Classement général \| Classement général \| Classement général \| Classement général \| Classement général \| \| Coureur \| Coureur \| Pays \| Équipe \| Temps \| \| ------------------ \| ------------------- \| ------------------ \| --------------------------- \| ------------------ \| \| 1er \| Óscar Sevilla \| Espagne \| Medellín \| 21 h 41 min 35 s \| \| 2e \| Filippo Ganna \| Italie \| UAE Team Emirates \| + 20 s \| \| 3e \| Rodolfo Torres \| Colombie \| Androni Giocattoli-Sidermec \| + 50 s \| \| 4e \| Rafał Majka \| Pologne \| Bora-Hansgrohe \| + 1 min 07 s \| \| 5e \| Tiesj Benoot \| Belgique \| Lotto-Soudal \| + 1 min 08 s \| \| 6e \| Omar Mendoza \| Colombie \| Medellín \| + 1 min 17 s \| \| 7e \| Dayer Quintana \| Colombie \| Movistar Team \| + 2 min 07 s \| \| 8e \| Kanstantsin Siutsou \| Biélorussie \| Bahrain-Merida \| + 2 min 28 s \| \| 9e \| Rémi Cavagna \| France \| Quick-Step Floors \| + 2 min 35 s \| \| 10e \| Jarlinson Pantano \| Colombie \| Trek-Segafredo \| + 2 min 41 s \| \| 11e \| Fausto Masnada \| Italie \| Androni Giocattoli-Sidermec \| + 3 min 44 s \| \| 12e \| Anderson Maldonado \| Uruguay \| Uruguay \| + 3 min 47 s \| \| 13e \| Mattia Cattaneo \| Italie \| Androni Giocattoli-Sidermec \| + 4 min 36 s \| \| 14e \| Lluís Mas \| Espagne \| Caja Rural-Seguros RGA \| + 4 min 42 s \| \| 15e \| Jhonatan Narváez \| Équateur \| Quick-Step Floors \| + 5 min 07 s \| |                     |             |                             |                  |
| |                     |             |                             |                  |
| Source : ProCyclingStats |                     |             |                             |                  |
| Classement général |                     |             |                             |                  |
| Coureur | Coureur             | Pays        | Équipe                      | Temps            |
| 1er | Óscar Sevilla       | Espagne     | Medellín                    | 21 h 41 min 35 s |
| 2e | Filippo Ganna       | Italie      | UAE Team Emirates           | + 20 s           |
| 3e | Rodolfo Torres      | Colombie    | Androni Giocattoli-Sidermec | + 50 s           |
| 4e | Rafał Majka         | Pologne     | Bora-Hansgrohe              | + 1 min 07 s     |
| 5e | Tiesj Benoot        | Belgique    | Lotto-Soudal                | + 1 min 08 s     |
| 6e | Omar Mendoza        | Colombie    | Medellín                    | + 1 min 17 s     |
| 7e | Dayer Quintana      | Colombie    | Movistar Team               | + 2 min 07 s     |
| 8e | Kanstantsin Siutsou | Biélorussie | Bahrain-Merida              | + 2 min 28 s     |
| 9e | Rémi Cavagna        | France      | Quick-Step Floors           | + 2 min 35 s     |
| 10e | Jarlinson Pantano   | Colombie    | Trek-Segafredo              | + 2 min 41 s     |
| 11e | Fausto Masnada      | Italie      | Androni Giocattoli-Sidermec | + 3 min 44 s     |
| 12e | Anderson Maldonado  | Uruguay     | Uruguay                     | + 3 min 47 s     |
| 13e | Mattia Cattaneo     | Italie      | Androni Giocattoli-Sidermec | + 4 min 36 s     |
| 14e | Lluís Mas           | Espagne     | Caja Rural-Seguros RGA      | + 4 min 42 s     |
| 15e | Jhonatan Narváez    | Équateur    | Quick-Step Floors           | + 5 min 07 s     |

### Classements annexes
| Classement de la montagne | Classement de la montagne | Classement de la montagne | Classement de la montagne                   | Classement de la montagne |
| Coureur                   | Coureur                   | Pays                      | Équipe                                      | Points                    |
| ------------------------- | ------------------------- | ------------------------- | ------------------------------------------- | ------------------------- |
| 1er                       | Daniel Juárez             | Argentine                 | Asociación Civil Mardan                     | 29 pts                    |
| 2e                        | Alex Cano                 | Colombie                  | Coldeportes-Zenú                            | 28 pts                    |
| 3e                        | Pablo Alarcón             | Chili                     | Canel's-Specialized                         | 22 pts                    |
| 4e                        | Gerardo Tivani            | Argentine                 | Municipalidad de Pocito                     | 16 pts                    |
| 5e                        | Daniel Eaton              | États-Unis                | UnitedHealthcare                            | 10 pts                    |
| 6e                        | Ignacio Prado             | Mexique                   | Sindicato de Empleados Públicos de San Juan | 9 pts                     |
| 7e                        | Óscar Sevilla             | Espagne                   | Medellín                                    | 8 pts                     |
| 8e                        | Rodolfo Torres            | Colombie                  | Androni Giocattoli-Sidermec                 | 6 pts                     |
| 9e                        | Matías Presa              | Uruguay                   | Uruguay                                     | 6 pts                     |
| 10e                       | Román Villalobos          | Costa Rica                | Canel's-Specialized                         | 4 pts                     |

| Classement de la montagne | Classement de la montagne | Classement de la montagne | Classement de la montagne                   | Classement de la montagne |
| Coureur                   | Coureur                   | Pays                      | Équipe                                      | Points                    |
| ------------------------- | ------------------------- | ------------------------- | ------------------------------------------- | ------------------------- |
| 1er                       | Daniel Juárez             | Argentine                 | Asociación Civil Mardan                     | 29 pts                    |
| 2e                        | Alex Cano                 | Colombie                  | Coldeportes-Zenú                            | 28 pts                    |
| 3e                        | Pablo Alarcón             | Chili                     | Canel's-Specialized                         | 22 pts                    |
| 4e                        | Gerardo Tivani            | Argentine                 | Municipalidad de Pocito                     | 16 pts                    |
| 5e                        | Daniel Eaton              | États-Unis                | UnitedHealthcare                            | 10 pts                    |
| 6e                        | Ignacio Prado             | Mexique                   | Sindicato de Empleados Públicos de San Juan | 9 pts                     |
| 7e                        | Óscar Sevilla             | Espagne                   | Medellín                                    | 8 pts                     |
| 8e                        | Rodolfo Torres            | Colombie                  | Androni Giocattoli-Sidermec                 | 6 pts                     |
| 9e                        | Matías Presa              | Uruguay                   | Uruguay                                     | 6 pts                     |
| 10e                       | Román Villalobos          | Costa Rica                | Canel's-Specialized                         | 4 pts                     |

| Classement des sprints | Classement des sprints | Classement des sprints | Classement des sprints                       | Classement des sprints |
| Coureur                | Coureur                | Pays                   | Équipe                                       | Points                 |
| ---------------------- | ---------------------- | ---------------------- | -------------------------------------------- | ---------------------- |
| 1er                    | Adrián Richeze         | Argentine              | Asociación Civil Agrupación Virgen de Fátima | 17 pts                 |
| 2e                     | Daniel Juárez          | Argentine              | Asociación Civil Mardan                      | 8 pts                  |
| 3e                     | Gerardo Tivani         | Argentine              | Municipalidad de Pocito                      | 8 pts                  |
| 4e                     | Carlos Alzate          | Colombie               | UnitedHealthcare                             | 7 pts                  |
| 5e                     | Michal Kolář           | Slovaquie              | Bora-Hansgrohe                               | 5 pts                  |
| 6e                     | Mauro Abel Richeze     | Argentine              | Asociación Civil Agrupación Virgen de Fátima | 4 pts                  |
| 7e                     | Omar Mendoza           | Colombie               | Medellín                                     | 3 pts                  |
| 8e                     | Pablo Alarcón          | Chili                  | Canel's-Specialized                          | 3 pts                  |
| 9e                     | Matías Presa           | Uruguay                | Uruguay                                      | 3 pts                  |
| 10e                    | Rafał Majka            | Pologne                | Bora-Hansgrohe                               | 2 pts                  |

| Classement des sprints | Classement des sprints | Classement des sprints | Classement des sprints                       | Classement des sprints |
| Coureur                | Coureur                | Pays                   | Équipe                                       | Points                 |
| ---------------------- | ---------------------- | ---------------------- | -------------------------------------------- | ---------------------- |
| 1er                    | Adrián Richeze         | Argentine              | Asociación Civil Agrupación Virgen de Fátima | 17 pts                 |
| 2e                     | Daniel Juárez          | Argentine              | Asociación Civil Mardan                      | 8 pts                  |
| 3e                     | Gerardo Tivani         | Argentine              | Municipalidad de Pocito                      | 8 pts                  |
| 4e                     | Carlos Alzate          | Colombie               | UnitedHealthcare                             | 7 pts                  |
| 5e                     | Michal Kolář           | Slovaquie              | Bora-Hansgrohe                               | 5 pts                  |
| 6e                     | Mauro Abel Richeze     | Argentine              | Asociación Civil Agrupación Virgen de Fátima | 4 pts                  |
| 7e                     | Omar Mendoza           | Colombie               | Medellín                                     | 3 pts                  |
| 8e                     | Pablo Alarcón          | Chili                  | Canel's-Specialized                          | 3 pts                  |
| 9e                     | Matías Presa           | Uruguay                | Uruguay                                      | 3 pts                  |
| 10e                    | Rafał Majka            | Pologne                | Bora-Hansgrohe                               | 2 pts                  |

| Classement du meilleur jeune | Classement du meilleur jeune | Classement du meilleur jeune | Classement du meilleur jeune  | Classement du meilleur jeune |
| Coureur                      | Coureur                      | Pays                         | Équipe                        | Temps                        |
| ---------------------------- | ---------------------------- | ---------------------------- | ----------------------------- | ---------------------------- |
| 1er                          | Filippo Ganna                | Italie                       | UAE Team Emirates             | 22 h 00 min 17 s             |
| 2e                           | Jhonatan Narváez             | Équateur                     | Quick-Step Floors             | + 3 min 56 s                 |
| 3e                           | Miguel Flórez                | Colombie                     | Wilier Triestina-Selle Italia | + 9 min 47 s                 |
| 4e                           | Cristian Muñoz               | Colombie                     | Coldeportes-Zenú              | + 10 min 36 s                |
| 5e                           | Javier Ignacio Montoya       | Colombie                     | Trevigiani-Phonix-Hemus 1896  | + 13 min 43 s                |
| 6e                           | Atílio Fetter                | Brésil                       | Brésil                        | + 16 min 49 s                |
| 7e                           | Filippo Rocchetti            | Italie                       | Italie                        | + 21 min 04 s                |
| 8e                           | Abderrahim Zahiri            | Maroc                        | Trevigiani-Phonix-Hemus 1896  | + 21 min 19 s                |
| 9e                           | Attilio Viviani              | Italie                       | Italie                        | + 22 min 06 s                |
| 10e                          | Mattia Bais                  | Italie                       | Italie                        | + 22 min 49 s                |

| Classement du meilleur jeune | Classement du meilleur jeune | Classement du meilleur jeune | Classement du meilleur jeune  | Classement du meilleur jeune |
| Coureur                      | Coureur                      | Pays                         | Équipe                        | Temps                        |
| ---------------------------- | ---------------------------- | ---------------------------- | ----------------------------- | ---------------------------- |
| 1er                          | Filippo Ganna                | Italie                       | UAE Team Emirates             | 22 h 00 min 17 s             |
| 2e                           | Jhonatan Narváez             | Équateur                     | Quick-Step Floors             | + 3 min 56 s                 |
| 3e                           | Miguel Flórez                | Colombie                     | Wilier Triestina-Selle Italia | + 9 min 47 s                 |
| 4e                           | Cristian Muñoz               | Colombie                     | Coldeportes-Zenú              | + 10 min 36 s                |
| 5e                           | Javier Ignacio Montoya       | Colombie                     | Trevigiani-Phonix-Hemus 1896  | + 13 min 43 s                |
| 6e                           | Atílio Fetter                | Brésil                       | Brésil                        | + 16 min 49 s                |
| 7e                           | Filippo Rocchetti            | Italie                       | Italie                        | + 21 min 04 s                |
| 8e                           | Abderrahim Zahiri            | Maroc                        | Trevigiani-Phonix-Hemus 1896  | + 21 min 19 s                |
| 9e                           | Attilio Viviani              | Italie                       | Italie                        | + 22 min 06 s                |
| 10e                          | Mattia Bais                  | Italie                       | Italie                        | + 22 min 49 s                |

| Classement par équipes | Classement par équipes                      | Classement par équipes | Classement par équipes |
| Équipe                 | Équipe                                      | Pays                   | Temps                  |
| ---------------------- | ------------------------------------------- | ---------------------- | ---------------------- |
| 1re                    | Medellín-Éxito                              | Colombie               | 66 h 03 min 58 s       |
| 2e                     | Androni Giocattoli-Sidermec                 | Italie                 | + 2 min 23 s           |
| 3e                     | Bora-Hansgrohe                              | Allemagne              | + 12 min 48 s          |
| 4e                     | Movistar Team                               | Espagne                | + 16 min 43 s          |
| 5e                     | Quick-Step Floors                           | Belgique               | + 17 min 22 s          |
| 6e                     | Sindicato de Empleados Públicos de San Juan | Argentine              | + 17 min 41 s          |
| 7e                     | Lotto Soudal                                | Belgique               | + 18 min 44 s          |
| 8e                     | Trek-Segafredo                              | États-Unis             | + 19 min 25 s          |
| 9e                     | UAE Team Emirates                           | Émirats arabes unis    | + 20 min 36 s          |
| 10e                    | Coldeportes Zenú                            | Colombie               | + 23 min 04 s          |

| Classement par équipes | Classement par équipes                      | Classement par équipes | Classement par équipes |
| Équipe                 | Équipe                                      | Pays                   | Temps                  |
| ---------------------- | ------------------------------------------- | ---------------------- | ---------------------- |
| 1re                    | Medellín-Éxito                              | Colombie               | 66 h 03 min 58 s       |
| 2e                     | Androni Giocattoli-Sidermec                 | Italie                 | + 2 min 23 s           |
| 3e                     | Bora-Hansgrohe                              | Allemagne              | + 12 min 48 s          |
| 4e                     | Movistar Team                               | Espagne                | + 16 min 43 s          |
| 5e                     | Quick-Step Floors                           | Belgique               | + 17 min 22 s          |
| 6e                     | Sindicato de Empleados Públicos de San Juan | Argentine              | + 17 min 41 s          |
| 7e                     | Lotto Soudal                                | Belgique               | + 18 min 44 s          |
| 8e                     | Trek-Segafredo                              | États-Unis             | + 19 min 25 s          |
| 9e                     | UAE Team Emirates                           | Émirats arabes unis    | + 20 min 36 s          |
| 10e                    | Coldeportes Zenú                            | Colombie               | + 23 min 04 s          |

## Classements UCI
La course attribue le même nombre de points pour l'UCI America Tour 2018 et le Classement mondial UCI (pour tous les coureurs).
| Position           | 1er | 2e | 3e | 4e | 5e | 6e | 7e | 8e | 9e | 10e |
| Classement général | 125 | 85 | 70 | 60 | 50 | 40 | 35 | 30 | 25 | 20  |
| Par étapes         | 14  | 5  | 3  |    |    |    |    |    |    |     |
| Leader             | 3   |    |    |    |    |    |    |    |    |     |

| Classement | Classement          | Classement                                  | Classement | Classement | Classement | Classement |
| Pos        | Coureur             | Équipe                                      | Général    | Étape      | Leader     | Total      |
| ---------- | ------------------- | ------------------------------------------- | ---------- | ---------- | ---------- | ---------- |
| Déclassé   | Gonzalo Najar       | Sindicato de Empleados Públicos de San Juan | 125        | 14         | 6          | 145        |
| 2          | Óscar Sevilla       | Medellín                                    | 85         | 5          | -          | 90         |
| 3          | Filippo Ganna       | UAE Emirates                                | 70         | 5          | 6          | 81         |
| 4          | Rodolfo Torres      | Androni Giocattoli-Sidermec                 | 60         | 3          | -          | 63         |
| 5          | Rafał Majka         | Bora-Hansgrohe                              | 50         | 3          | -          | 53         |
| 6          | Tiesj Benoot        | Lotto-Soudal                                | 40         | 3          | -          | 43         |
| 7          | Omar Mendoza        | Medellín                                    | 35         | -          | -          | 35         |
| 8          | Dayer Quintana      | Movistar                                    | 30         | -          | -          | 30         |
| 9          | Kanstantsin Siutsou | Bahrain-Merida                              | 25         | -          | -          | 25         |
| 10         | Rémi Cavagna        | Quick-Step Floors                           | 20         | -          | -          | 20         |

## Évolution des classements
| Étape              | Vainqueur           | Classement général | Classement de la montagne | Classement des sprints | Classement du meilleur jeune |
| ------------------ | ------------------- | ------------------ | ------------------------- | ---------------------- | ---------------------------- |
| 1                  | Fernando Gaviria    | Fernando Gaviria   | Pablo Anchieri            | Adrián Richeze         | Manuel Peñalver              |
| 2                  | Román Villalobos    | Román Villalobos   | Ignacio Prado             | Adrián Richeze         | Filippo Ganna                |
| 3                  | Ryan Mullen         | Filippo Ganna      | Ignacio Prado             | Adrián Richeze         | Filippo Ganna                |
| 4                  | Maximiliano Richeze | Filippo Ganna      | Pablo Alarcón             | Adrián Richeze         | Filippo Ganna                |
| 5                  | Gonzalo Najar       | Gonzalo Najar      | Daniel Juárez             | Adrián Richeze         | Filippo Ganna                |
| 6                  | Jelle Wallays       | Gonzalo Najar      | Daniel Juárez             | Adrián Richeze         | Filippo Ganna                |
| 7                  | Giacomo Nizzolo     | Gonzalo Najar      | Daniel Juárez             | Adrián Richeze         | Filippo Ganna                |
| Classements finals | Classements finals  | Gonzalo Najar      | Daniel Juárez             | Adrián Richeze         | Filippo Ganna                |